# Remedios (Antioquia)
Remedios é uma cidade e município da Colômbia, no departamento de Antioquia. Segundo o censo de 2002, a sua população é formada por 17.658 habitantes.